# Pana Film
Pana-Film ist eine türkische Filmproduktionsgesellschaft mit Sitz im Istanbuler Stadtteil Nişantaşı, auf der europäischen Seite im Distrikt Şişli (siehe Webauftritt der Firma). Sie „ist eine der reichsten und mächtigsten Firmen in der Türkei (und gehört den drei Brüdern)“ Necati, Raci und Zübeyr Şaşmaz, die als (Haupt-)Darsteller, Produzent und Drehbuchautor zusammenarbeiten.

## Produktionen
Laut IMDb gab die Pana-Film seit 2003 bisher elf Film-Produktionen heraus, zu deren bekanntesten die türkische TV-Serien Kurtlar Vadisi (2003–2005) und ab 2007Kurtlar Vadisis – Pusu, deutsch: Tal der Wölfe und Tal der Wölfe – Hinterhalt, gehört sowie der daran anknüpfende Spielfilm Tal der Wölfe – Irak.